# Ірина Лиманівська
Ірина Лиманівська (18 травня 1994) — білоруська синхронна плавчиня.
Учасниця Олімпійських Ігор 2016 року, де разом з Веронікою Єсіпович посіла 21-ше місце в змаганнях дуетів.